# Rémy Noë
Rémy Noë (8 de dezembro de 1974), é um pintor britânico, membro do movimento artístico internacional Stuckism e cofundador dos Maidstone Stuckists.

## Vida e obra
Rémy Noë nasceu em Bromley, Kent, Inglaterra, filho de pai francês-holandês e mãe inglesa, tendo vivido em Medway a maior parte de sua vida.
De 1986 a 1993, frequentou a Vinters Boys School, descrita pelo próprio como "um inferno", e a Chatham Grammar School for Boys, seguindo-se o Canterbury College of Art onde ingressou num bacharelato em Belas Artes, até 1997, quando foi forçado a abandonar os seus estudos pelo Departamento de Previdência Social. Um ano depois, retomou o ensino durante meio período, sendo pouco depois expulso da universidade pela sua conduta e até ameaçado de prisão. Forçado a abandonar os seus estudos novamente, Rémy Noë começou a trabalhar na garagem de seu pai, a Medway Citroen, somente retomando o curso, desta vez no Canterbury Christ Church College, onde obteve o mestrado em Belas Artes, em 2011.
Em 1996, exibiu o seu trabalho pela primeira vez no Indo Gothic, em Chatham, Kent, e em 2000, participou na primeira manifestação Stuckist contra o Prêmio Turner no exterior da Tate Britain. Em 2001 fundou o grupo Maidstone Stuckists e participou na exposição Vote Stuckist. Durante o evento, foram encenadas quatorze mostras das obras dos Maidstone Stuckists em vários locais, incluindo pubs, bibliotecas e a Maidstone Music School, além de terem sido organizadas expedições do grupo para "pintura, inspiração e embriaguez". Em 2004, o seu trabalho foi incluído na exposição The Stuckists Punk Victorian na Walker Art Gallery para a Bienal de Liverpool.
Frequentador de espaços noturnos góticos em Londres, nos seus tempos livres gosta de explorar Kent e pesquisar sobre mitologia europeia. As mitologias nórdicas e anglo-saxônicas são temas recorrentes nas suas pinturas, assim como locais históricos e as paisagens de Kent. O uso da geometria sagrada e a sua própria forma de geometria estética são características da sua obra. A cor e a textura de algumas obras "evocam uma espécie de impressionismo moderno". 

## Links externos
- Rémy Noë na Galeria Walker
- Site oficial de Remy Noe
- Galeria de pinturas de Rémy Noë
- Rémy Noë no Raw Arts Festival 2005
- Os Stuckists de Maidstone
- Rémy Noë com os Maidstone Stuckists